# Тяньшань (Урумчи)
Район Тяньша́нь (кит. упр. 天山区, пиньинь Tiānshān qū, уйг. تڭرىتاغ رايونى‎, Tengritagh Rayoni) — район городского подчинения городского округа Урумчи Синьцзян-Уйгурского автономного района КНР. Здесь находятся органы государственной и партийной власти Синьцзян-Уйгурского автономного района и городского округа Урумчи.

## Этимология
Район назван в честь гор Тяньшань.

## История
Во времена империи Цин именно здесь находились город Дихуа, Новый маньчжурский город и пригороды. Район Тяньшань был образован в 1957 году путём объединения районов № 1, № 4 и № 5; районы № 2 и № 3 были объединены в район Дослук (название в переводе с уйгурского означает «дружба»). В 1960 году район Дослук был присоединён к району Тяньшань.

## Административное деление
Район Тяньшань делится на 15 уличных комитетов.